# Kankelau
Kankelau ist eine Gemeinde im Kreis Herzogtum Lauenburg in Schleswig-Holstein.

## Geographie
Der Ort liegt etwa acht Kilometer nordöstlich von Schwarzenbek.

## Geschichte
Kankelau wurde im Jahr 1230 im Ratzeburger Zehntregister als Cankelowe zum ersten Mal urkundlich erwähnt. Die Anordnung der Gehöfte als Rundling um den als Brink bezeichneten Dorfplatz und der Name des Dorfes lassen den Schluss auf eine planmäßige Ansiedlung überwiegend slawischer Bauern im Zuge des hochmittelalterlichen Landesausbaus zu. Seit 1948 gehört die Gemeinde zum Amt Schwarzenbek-Land.

## Politik

### Gemeindevertretung
Bei der Neuwahl der Gemeindevertretung am 9. Juni 2024 wurden insgesamt sieben Sitze vergeben. Von diesen erhielten die Bürger für Kankelau sechs Sitze und ein Einzelbewerber einen Sitz.
Ursprünglich errang bei der Kommunalwahl 2023 die Wählergemeinschaft Gemeinsam für Kankelau alle neun Sitze in der Gemeindevertretung. Die Wahlbeteiligung betrug 78,1 Prozent. Nachdem jedoch mehrere Mitglieder aus der Gemeindevertretung ausgetreten waren, war die Beschlussfähigkeit nicht mehr gegeben und eine Neuwahl wurde notwendig.

### Wappen
Blasonierung: „Von Grün und Gold im abgerundeten Schrägstufenschnitt schräglinks geteilt. Oben ein dreifach gespaltener Ring, unten eine rote fünfblättrige Kornrade mit fünf grünen Blättern.“

## Sehenswürdigkeiten
In der Liste der Kulturdenkmale in Kankelau stehen die in der Denkmalliste des Landes Schleswig-Holstein eingetragenen Kulturdenkmale.